# Olle Arnesson
Olle Arnesson, född 21 april 1954 är en svensk rallycrossförare. Han blev mästare två gånger i EM i rallycross stora Division 2, åren 1983 och 1986.

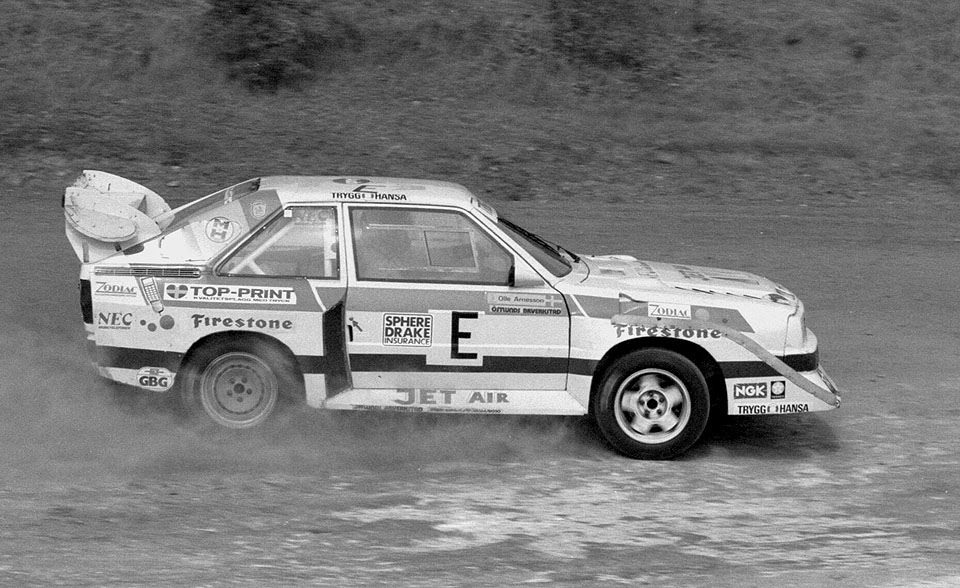
Arnesson med sin Audi Sport Quattro på Lydden Hill 1987.